# Berdalstil
Berdalstilen er en nordisk kunst- eller kunsthåndværkerstil fra slutningen af germansk jernalder i 8. århundrede og den tidlige vikingetid i første halvdel af 9. århundrede. Den var omtrent samtidig med Broastilen, men var primært udbredt i Vestskandinavien. Dog er der også fundet genstande med udsmykninger i denne stil i Birka i Østsverige. Stilen er opkaldt efter et norsk fundsted af et depot med skålformede dragtspænder. Sandsynligvis har det været Ribe, der var hovedproduktionsområde for den type dragtspænder. 
Berdal er især kendetegnet af langstrakte eller buttede dyrefigurer med trekantede poter. Billeder er i modsætning til senere stilperioder udført med en vis naturalisme.
Berdalstil er en af tidlig vikingetids stilarter. Almindeligvis deles vikingetidens i: Broa- (tidl. Oseberg), Berdal-, Borre-, Jelling-, Mammen-, Ringerike- og Urnesstil.